# Baby Woodrose
Baby Woodrose ist eine dänische Rock-’n’-Roll- und Psychedelic-Rock-Band.

## Geschichte
Die Band wurde 2001 von Uffe Lorenzen als Nebenprojekt der Band On Trial, in der er Schlagzeug spielte, unter dem Alias Lorenzo Woodrose gegründet. Der Name der Band leitet sich von der Hawaiianischen Holzrose ab, deren Samen für ihre psychoaktive Wirkung bekannt sind.
Das Debütalbum Blows Your Mind! nahm er im Alleingang auf, später stießen mit „The Moody Guru“ (Riky Woodrose, Bass) und „“Fuzz Daddy„“ (Rocco Woodrose, Schlagzeug) zwei weitere Musiker hinzu. Diese Besetzung änderte sich später mehrfach, so dass Lorenzen bis heute das einzige konstante Mitglied von Baby Woodrose ist.
Nach nur einem herausgebrachten Album erschien bereits ein Livemitschnitt eines Festivalauftritts am 3. August 2002, allerdings handelt es sich dabei nur um eine auf 1.000 Exemplare limitiere Vinyl-Schallplatte. Anfang Mai 2003 wurde das reguläre Album Money for Soul nachgeschoben. Das nächste Album, das Mitte September 2004 erschien, war dann eines bestehend aus Coverversionen. 2014 erschien das aktuelle Studioalbum Kicking Ass & Taking Names.

## Stil
Für Bernd Sievers vom Eclipsed ist Money for Soul 100 Prozent schweißtreibender Rock ’n’ Roll beziehungsweise „eine erstaunliche Mischung aus purem Rock ’n’ Roll mit großem Fun-Faktor und einem nicht zu verachtendem Anteil sofort ins Ohr gehender Melodien“. Sein Kollege Daniel Sutter beschrieb dieselben Lieder live dargeboten als „energiegeladenen, lauten und schnellen Sixties-Rock’n’Roll“, „fuzzgetränkt“ und aufgrund seiner „halluzinogenen Wirkung“ euphorisierend.
Lorenzo Woodrose äußerte sich (ebenfalls) 2003 zu Vorbildern und Absichten:

„[W]ir beziehen unsere Inspiration aus obskuren amerikanischen Garage-Bands, genauso wie aus alten Soul-Alben und späteren Heavy-Acid-Bands wie Blue Cheer und MC5. Es stört uns nicht, als Party-Band bezeichnet zu werden. Es steckt aber noch viel mehr dahinter, nämlich ein großer Teil „Mind-Music“. Ich würde uns nicht unbedingt als anspruchsvoll bezeichnen. In erster Linie wollen wir die Leute glücklich machen. Aber unser lyrisches Universum ist doch schon sehr tiefgehend und wir nehmen [es] sehr ernst[, …] das Gedankenspektrum zu erweitern, Werte in Frage zu stellen und einen revolutionären Bewusstseinsstatus zu fördern – und das in simplen Pop-Songs.“

Eine Antwort auf die Frage nach den Vorbildern in Form eines kompletten Coverversionen-Albums gab es ein Jahr später. Auf Dropout! coverte die Band unter anderem Captain Beefheart, Love, The Stooges und The 13th Floor Elevators.

## Diskografie
Studioalben
- 2001: Blows Your Mind!
- 2003: Money For Soul
- 2003: Live At Gutter Island
- 2004: Dropout!
- 2006: Love Comes Down
- 2007: Chasing Rainbows
- 2009: Baby Woodrose
- 2011: Mindblowing Seeds & Disconnected Flowers
- 2012: Third Eye Surgery
- 2014: Kicking Ass & Taking Names
- 2016: Freedom